# Mi media vida (álbum de Julio Andrade)
Mi media vida es el séptimo disco de Julio Andrade, lanzado el 30 de junio de 2007.

## Lista de canciones
1. Bajo el sol de California
2. Mi media vida
3. Ven
4. Bendita sea mi mamá
5. Como dos aves
6. Luna lunita
7. Seño Ildarina
8. Quiero saber
9. Mi compadre el Tieso